# افني امراين (تاركانت)
افني امراين هي إحدى مشيخات المملكة المغربية، تتبع جغرافيا لإقليم الصويرة وإداريًا لتاركانت. يقدر عدد سكانها بـ 2841 نسمة حسب الإحصاء الرسمي للسكان والسكنى لسنة 2004.